# Feijoada

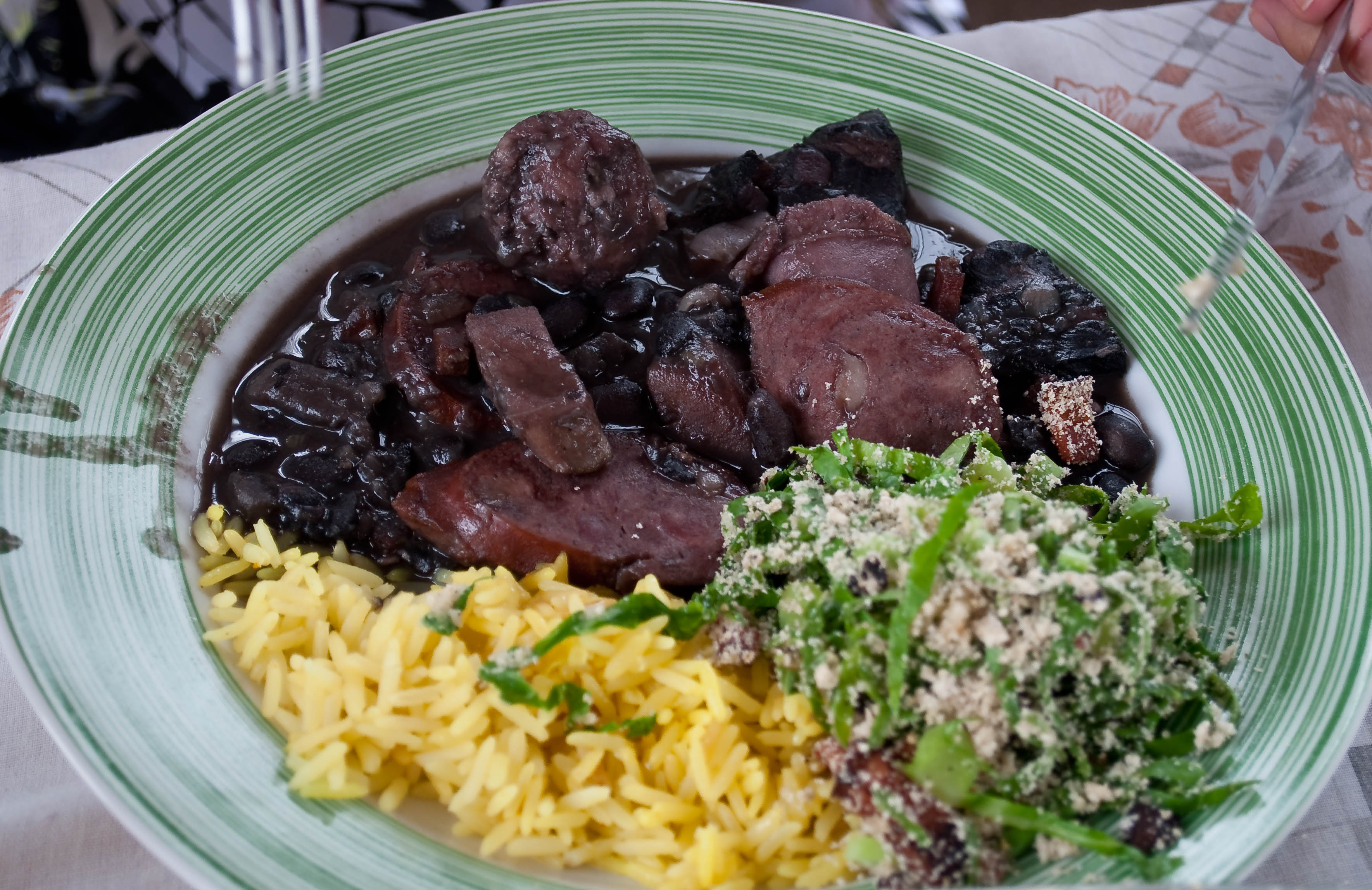
Feijoada

Feijoada je brazilské národní jídlo. V Brazílii neexistuje jednotná národní kuchyně, proto se v různých regionech jednotlivé přísady liší. Podává se v poledne, protože jde o vydatné jídlo. Základem jsou vařené černé fazole s minimálně dvěma druhy podušeného masa (hovězí, vepřové uzené např. žebra, slanina atp.) a uzeninou – klobásy, ostré salámy typu chorizo, vše osmažené na sádle a následně dlouze dušené pro rozložení vyvařených chutí zejména uzených mas a všech použitých ingrediencí jako dále chilli papričky, pomerančová šťáva, bobkový list, cibule, česnek, pepř, pálenka Cachaça nebo bílý rum. Hotová feijoada se podává v misce s rýží, posypaná jarní cibulkou a ochucená omáčkou vinaigrette. Brazilci k feijoadě podávají též Farinha.